# Monte Nuovo

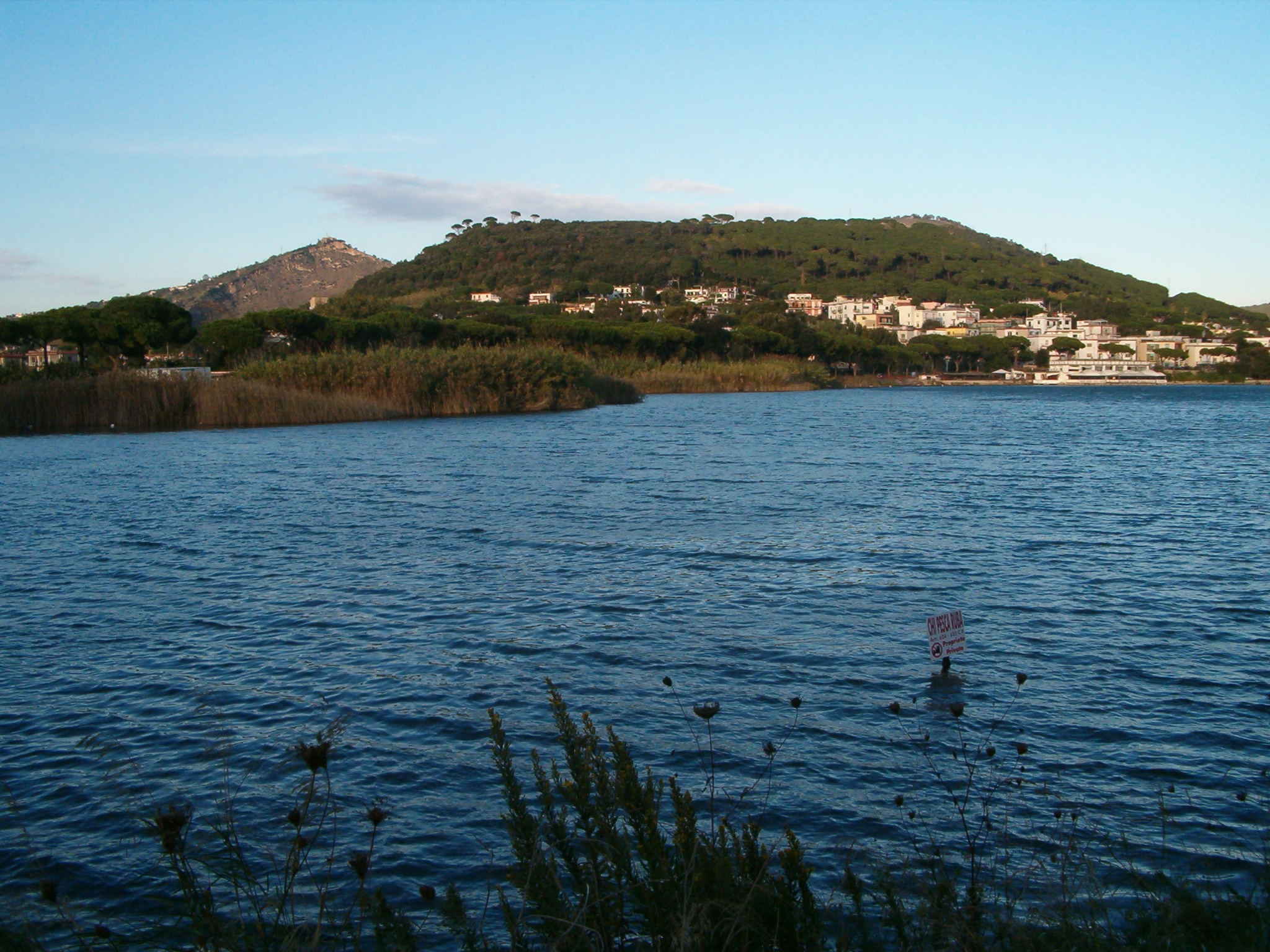
Monte Nuovo visto desde el lago Lucrino

El Monte Nuovo es un volcán que se encuentra en la zona de los Campos Flégreos cerca de Nápoles.
Se formó entre el 28 y el 30 de septiembre de 1538 a consecuencia de una erupción que destruyó el pueblo termal de Tripergole y puso en fuga a la población local.
Sobre el volcán se ha venido cultivando plantas típicas del maquis mediterráneo.